# Stövelpådragare

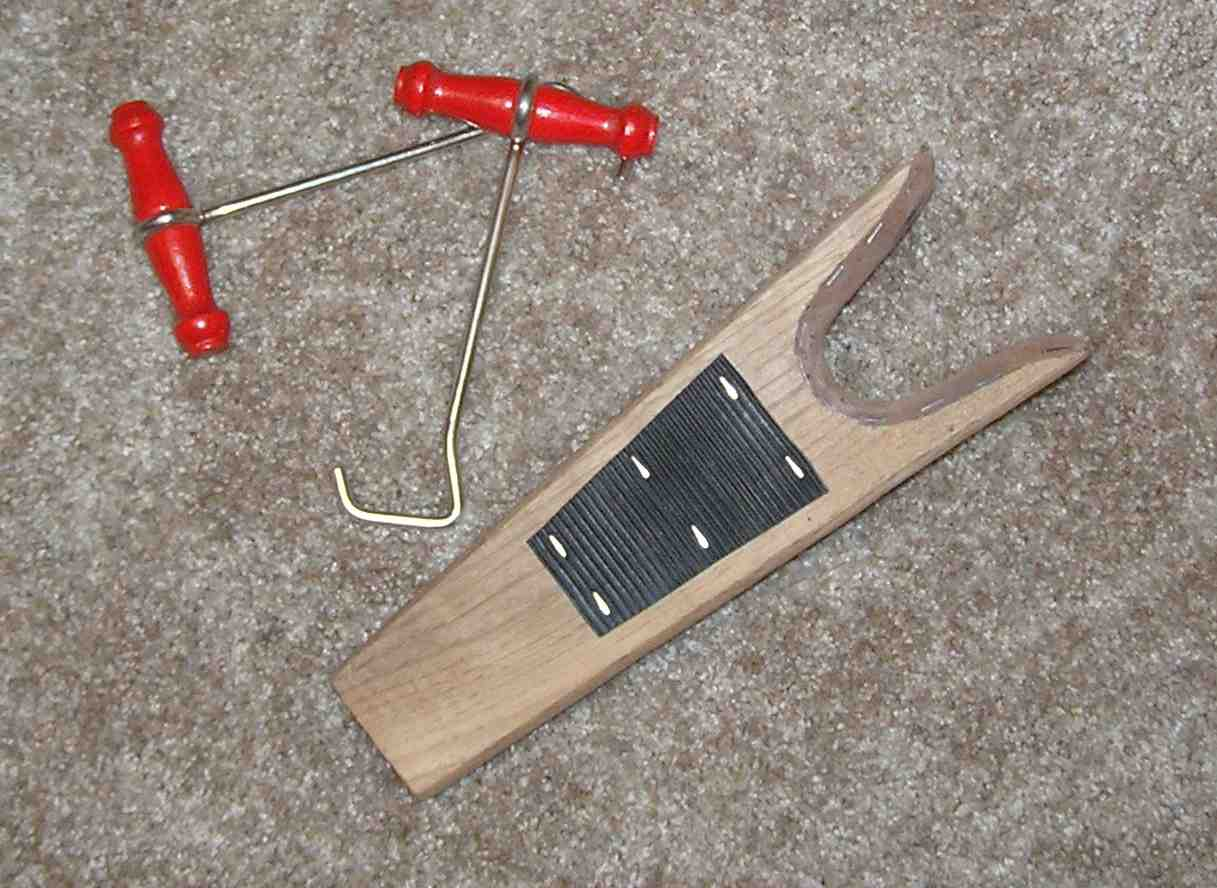
Stövelpådragare med röda handtag samt en stövelknekt.

Stövelpådragare är ett redskap som underlättar påtagning av stövlar med smala skaft, framför allt ridstövlar. Stövelpådragaren utgörs av en cirka 15–25 centimeter lång krok i metall med ett tvärställt handtag av trä.
Vid användning placerar man ett par stövelpådragare i de därför avsedda öglor som finns på insidan av stövlarna, foten sticks i stöveln och man drar handtagen mot sig. Stövelskaftet glider då lättare upp för benet än om man skulle dra upp det med händerna.